# Viktor
Viktor je moško osebno ime.

## Izvor imena
Ime Viktor izhaja iz latinskega imena Victor in se povezuje z latinsko besedo victor v pomenu »zmagovalec«  

## Različice imena
- moške oblike imena: Vik, Viki, Viko, Viktorijan, Viktorijo, Zmago, Zmagoslav
- ženska obloka imena: Viktorija

## Tujejezikovne oblike imena
- pri Čehih: Viktor, Viktorek, Vitek, skrajšano Vit'a
- pri Francozih: Victor, ljudsko Vitou, Vitoux, manjšalno Victouron, Victorin
- pri Nemcih: Viktor, skrajšano Vick
- pri Poljakih: Wiktor
- pri Rusih: Виктор
- pri Švedih: Viktor

## Pogostost imena
Po podatkih Statističnega urada Republike Slovenije je bilo na dan 31. decembra 2007 v Sloveniji število moških oseb z imenom Voktor: 3.314. Med vsemi moškimi imeni pa je ime Viktor po pogostosti uporabe uvrščeno na 76. mesto.

## Osebni praznik
V koledarju je ime Viktor skupaj z imenom Zmago; god praznuje 22. januarja (Viktor, mučenec), 8. maja (Viktor, mučenec), 17. oktobra (Viktor, škof).

## Znani nosilci imena
- Viktor Emanuel II., Viktor Emanuel III., Viktor Hugo, Viktor Orbán, Viktor Vodišek, Viktor Volčjak, Viktor Vovk, Viktor Vrabec, Viktor Vrbnjak, Viktor Zalar, Viktor Zorman, Viktor Zupančič, Viktor Žakelj, Viktor Avbelj